# Ostjaci
Ostjaci ili Hanti (Остяки, Ханти; sami sebe zovu As-yakh) ugrofinski su narod koji živi u Rusiji, to jest u Hantijsko-mansijskom autonomnom okrugu u kojem čine oko 1 % stanovništva i predstavljaju četvrti narod po brojnosti poslije Rusa (66 %), Ukrajinaca (12 %) i Tatara (8 %). Govore hantskim jezikom koji pripada ugrofinskoj grupi uralske porodice jezika.

## Anatomija
Ostjaci su ljudi srednjeg ili niskog rasta, brahikefalni, tamne kose i tamnih uskih očiju, nosa pljosnatog i širokog te tankih usnica. Mongoloidni tip daleko je izraženiji kod žena nego kod muškaraca.

## Privreda
Ostjaci su ribari na Obu i uzgajivači sobova. Ostjaci koji se bave potonjom aktivnošću žive u tundri i mnogo ih se pomiješalo sa Samojedima. Veoma su vješti u rezbarenju u drvetu i kosti, štavljenju koža pomoću žumanjka i mozga te izradi svari od brezove kore.

## Religija
Religija je Ostjaka animizam i, iako ih je većina pokrštena, kršćanstvo među njima nema većeg utjecaja, pa i nadalje održavaju svoje animističke obrede. Vjeruju u mnoga božanstva među kojima je najvažniji Numi-Torem. Tradicionalno muškarac ima 5 duša, žena četiri, a svaka od njih stanuje u određenom dijelu tijela. Može se javiti u različitim oblicima poput ptica ili drugih životinja. Prema njihovu vjerovanju lovac može ubiti sama sebe ako u lovu ubije neku od životinja koja je jedna od njegovih duša.

## Populacija
Ukupno ih ima više od 20 000. Narodi Hanti i Voguli ili Mansi pripadaju široj skupini Opski Ugri, istočnoj grani Ugarskih naroda, a njihovi su jezici najsličniji mađarskom. Hantski jezik ima 4 dijalekta: sjeverni (9000 govornika, etnički 15 000), južni (malo ili ništa govornika; etničkih 1000), istočni (3000; etničkih 5000) i vasjuganski, arhaični dijalekt kojim se više ne govori.

## Vanjske poveznice
- OSTIAKS, or OSTYAKS  Arhivirana inačica izvorne stranice od 7. rujna 2008. (Wayback Machine)(engl.)
- Khanti, Ostyak of Russia(engl.)
- Redbook: The Khants(engl.)
- Endangered Uralic Peoples: Khants or Ostyaks(engl.)